# Lizardo Estrada Herrera

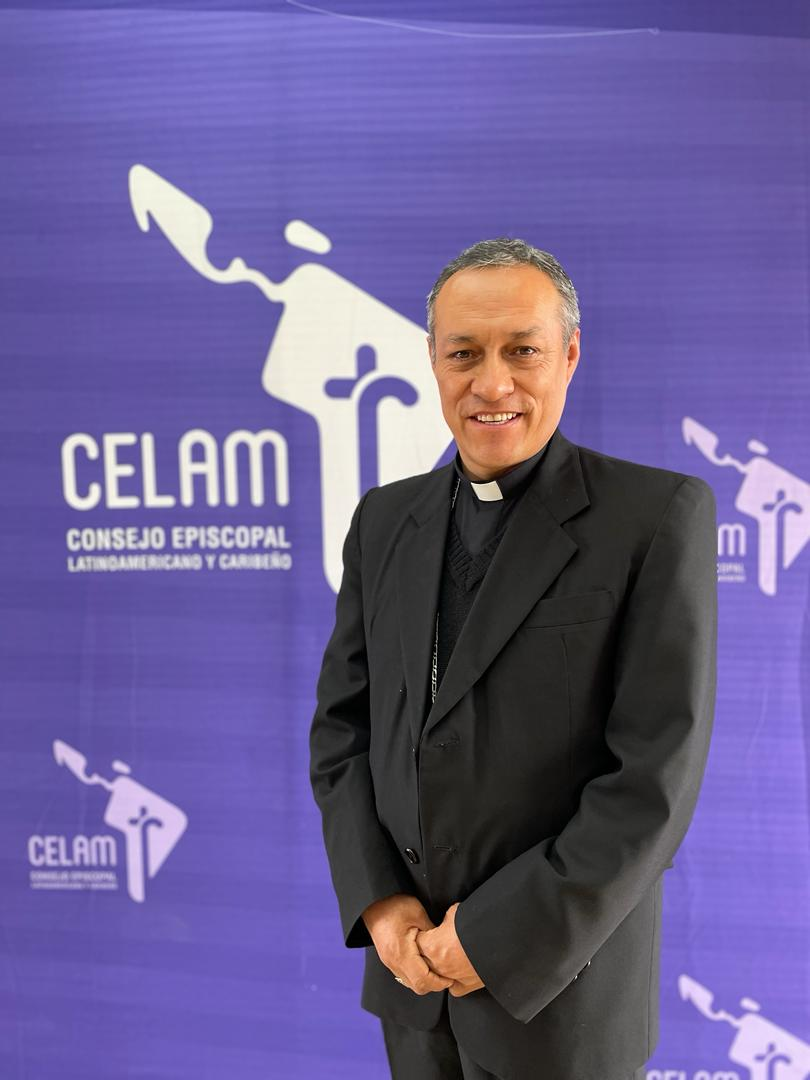
Lizardo Estrada Herrera

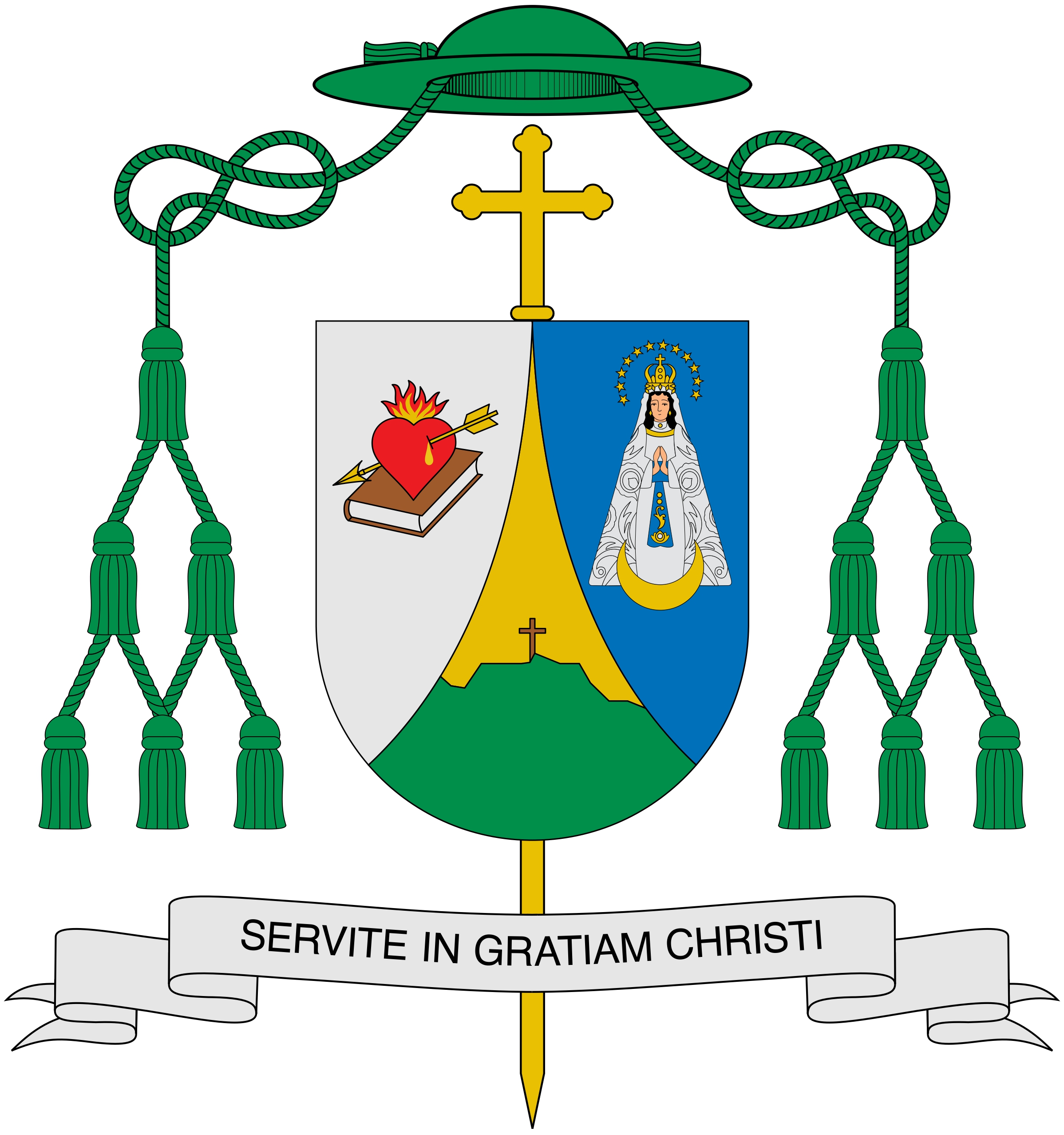
Bischofswappen

Lizardo Estrada Herrera OSA (* 23. September 1973 in der Provinz Cotabambas, Peru) ist ein peruanischer römisch-katholischer Ordensgeistlicher und Weihbischof in Cuzco.

## Leben
Lizardo Estrada Herrera studierte nach dem Schulabschluss Philosophie und Theologie an den Priesterseminaren des Bistums Abancay und des Erzbistums Trujillo. Während des Studiums trat der dem Augustinerorden bei und legte am 16. Mai 1998 die erste Profess ab. Die ewige Profess legte er am 27. Mai 2001 ab. Von 2001 bis 2003 studierte er an der Päpstlichen Akademie Alfonsiana in Rom und erwarb hier das Lizenziat in Moraltheologie. Am 7. August 2005 empfing er das Sakrament der Priesterweihe.
Nach der Priesterweihe studierte er von 2006 bis 2007 am Institut Johannes Paul II. in Trujillo Pädagogik und erhielt nach weiteren Studien im Jahr 2009 von der Katholischen Universität Trujillo das Lizenziat in Erziehungswissenschaft. Anschließend studierte er bis 2012 an der Päpstlichen Universität Bolivariana in Medellín in Kolumbien, wo er im Fach Pastoraltheologie promoviert wurde. Im Jahr 2020 absolvierte er einen Studienkurs in kirchlicher Soziallehre und Sozialpastoral am Centro Bíblico Teológico Pastoral para América Latina y el Caribe (CEBITEPAL) des Lateinamerikanischen Bischofsrats (CELAM).
Neben verschiedenen Aufgaben in der Pfarrseelsorge und der Priesterausbildung war er  als Hochschullehrer in den Bereichen Pädagogik, philosophische Ethik und Moraltheologie tätig. In seiner Ordensgemeinschafter war er in der Ausbildung der Novizen und als Regionaloberer tätig. Von 2015 bis 2018 war er im Erzbistum Cuzco Bischofsvikar für das geweihte Leben und gehörte dem Priesterrat sowie dem Konsultorenkollegium an. Anschließend war er bis zu seiner Ernennung zum Weihbischof Bischofsvikar für das geweihte Leben im Erzbistum Trujillo.
Am 9. Januar 2021 ernannte ihn Papst Franziskus zum Titularbischof von Ausuccura und zum Weihbischof im Erzbistum Cuzco. Der Erzbischof von Cuzco, Richard Daniel Alarcón Urrutia, spendete ihm am 24. Februar desselben Jahres die Bischofsweihe. Mitkonsekratoren waren der Prälat von Chuquibambilla, Edinson Edgardo Farfán Córdova OSA, und der Erzbischof von Ayacucho o Huamanga, Salvador Piñeiro García-Calderón.
Im Mai 2023 wurde er für die Amtszeit bis 2027 zum Generalsekretär des Lateinamerikanischen Bischofsrates (CELAM) gewählt.